# رستاق (افغانستان)
رُستاق، معرب روستاک پارسی به معنی روستا از شهرهای افغانستان است و دومین شهر عمدهٔ ولایت تخار می‌باشد
این شهر در درهٔ کم‌آبی در شمال کوهستان‌های کم‌ارتفاع (۱۳۰۰ متر) قرار دارد و تقریباً ۴ کیلومتر طول و یک کیلومتر عرض داشته و جمعیتی نزدیک به ۷۰۰۰ دارد که ۲۰٪ آنان کشاورزند.
بازار این شهر در نیمه اول قرن نوزدهم از بازارهای معروف شمال افغانستان بوده و اکنون در مسیر جاده اصلی هند و بخارا قرار دارد.

## صنایع
رستاق دارای صنایع زین سازی، صابون سازی، چکمه سازی آهنگری زراعت و ریسندگی مشهور است.

## جستار های وابسته
- فهرست شهرهای افغانستان
- ولایت تخار
- ولسوالی رستاق